# Human Connectome Project
Das Human Connectome Project ist ein wissenschaftliches Förderprogramm, in dessen Rahmen die National Institutes of Health seit September 2010 mit insgesamt knapp 40 Millionen US-Dollar die Erforschung der Nervenverbindungen im gesunden menschlichen Gehirn unterstützen. Die Gesamtheit dieser Verbindungen bezeichnet man in diesem Zusammenhang als Konnektom. Im Rahmen des Programms werden über einen Zeitraum von fünf Jahren spezielle bildgebende Verfahren weiterentwickelt und eine umfangreiche Datenbank gesunder erwachsener Probanden aufgebaut.

## Beteiligte Forschungsgruppen und Projektstruktur

### Washington University und University of Minnesota
Die erste Projektgruppe wird von Forschern der Washington University in St. Louis und der University of Minnesota, Twin Cities geleitet. Sie besteht aus insgesamt 33 Kollaborationspartnern, die unter anderem an der University of Oxford, UC Berkeley und Indiana University Bloomington tätig sind. Die Hauptaufgabe dieses Teilprojekts wird es sein, mittels der Magnetresonanztomographie (MRT) die Gehirne von 1200 gesunden erwachsenen Probanden zu untersuchen. Hierbei kommt insbesondere der funktionellen MRT und der Diffusions-Bildgebung eine herausragende Rolle zu, da diese Rückschlüsse auf die Hirnaktivität sowie den Verlauf der großen Nervenfaserbündel ermöglichen.
Die Messungen werden auf speziell angepassten MRT-Scannern durchgeführt. Bis einschließlich Frühjahr 2012 werden die hierzu notwendigen technischen Grundlagen entwickelt; ein erster Datensatz wurde der Öffentlichkeit im Januar 2012 vorgestellt. Um den relativen Einfluss von genetischen und Umwelteinflüssen auf das menschliche Konnektom untersuchen zu können, werden als freiwillige Versuchspersonen für die zweite Phase 300 eineiige Zwillingspaare und ihre „normalen“ Geschwister rekrutiert. Neben den MRT-Aufnahmen wird ein Teil der Probanden auch mittels der Magnetoenzephalographie (MEG) und der Elektroenzephalographie (EEG) untersucht. Darüber hinaus wird das Genom aller Versuchspersonen sequenziert und es werden bestimmte motorische, sensorische, sowie kognitive Tests durchgeführt.
Die so entstehende Datenbank wird über eine Online-Plattform der weltweiten Forschungsgemeinschaft zugänglich gemacht. Sie soll neue Erkenntnisse über die natürliche Variabilität der Nervenverbindungen im menschlichen Gehirn sowie ihre Ursachen und Auswirkungen ermöglichen. Ein längerfristiges Ziel dieser Forschung ist es, durch ein besseres Verständnis des gesunden menschlichen Konnektoms auch Erkrankungen des Hirns verlässlicher diagnostizieren und effektiver behandeln zu können. Dieser Teil des Projekts wird mit insgesamt 30 Millionen US-Dollar gefördert.

### Massachusetts General Hospital und UCLA
Ein zweites Team, das aus Wissenschaftlern des Massachusetts General Hospitals der Harvard University in Boston sowie der University of California, Los Angeles besteht, konzentriert sich auf die Weiterentwicklung des Diffusion Spectrum Imaging, einer speziellen Variante der Diffusions-Tensor-Bildgebung, die besonders umfangreiche Daten erfasst. Durch einen neuartigen MRT-Scanner sollen höhere Bildauflösung und kürzere Messzeit erzielt werden, als sie bislang möglich waren. Ein Teil der Probanden des ersten Projektteams soll zum direkten Vergleich auch mit dem derart verbesserten Verfahren untersucht werden. Dieser Teil des Projekts wird über einen Zeitraum von drei Jahren mit etwa 8,5 Millionen US-Dollar unterstützt.